# Liste antiker Ortsnamen und geographischer Bezeichnungen/Fr
| Lateinischer Name | Griechischer Name      | Beschreibung                             | Heute                                                              | Quellen und Verweise | Lage |
| ----------------- | ---------------------- | ---------------------------------------- | ------------------------------------------------------------------ | -------------------- | ---- |
| Franci            |                        |                                          |                                                                    | Smith;               |      |
| Fratuertium       |                        |                                          |                                                                    | Smith;               |      |
| Fraxinus          |                        | Stadt in Lusitanien                      | am linken Ufer des Tejo, vielleicht Comenda bei Gavião in Portugal | Smith;               |      |
| Fregellae         | Φρεγέλλαι (Phregellai) | Stadt in Latium                          | am Oberlauf des Liri unweit der Mündung des Sacco                  | Smith;               |      |
| Fregenae          |                        |                                          |                                                                    | Smith;               |      |
| Frentani          |                        |                                          |                                                                    | Smith;               |      |
| Frento            |                        |                                          |                                                                    | Smith;               |      |
| Fretum Gaditanum  |                        | siehe Gaditanum Fretum                   |                                                                    |                      |      |
| Fretum Gallicum   |                        | Meerenge zwischen Gallien und Britannien | Straße von Dover                                                   | Smith;               |      |
| Frigidus Fluvius  |                        |                                          |                                                                    | Smith;               |      |
| Frisiabones       |                        |                                          |                                                                    | Smith;               |      |
| Frisii            |                        |                                          |                                                                    | Smith;               |      |
| Frudis            |                        |                                          |                                                                    | Smith;               |      |
| Frusino           |                        | Stadt in Latium                          | Frosinone                                                          | Smith;               |      |